# Phyllopetalia pudu
Phyllopetalia pudu är en trollsländeart som beskrevs av Sidney Warren Dunkle 1985. Phyllopetalia pudu ingår i släktet Phyllopetalia och familjen Austropetaliidae. IUCN kategoriserar arten globalt som livskraftig. Inga underarter finns listade i Catalogue of Life.